# Víctor Hugo Vieyra
Víctor Hugo Vieyra (Córdoba, 24 de octubre de 1939) es un actor de cine, teatro y televisión argentino.

## Carrera
Estudió actuación en la Escuela Nacional de Arte Dramático. Fue el cofundador del Teatro Popular de la Ciudad (TPC), junto a Virginia Lago, Onofre Lovero, Walter Santa Ana, Héctor Gióvine y Gastón Breyer.
Protagonizó algunos ciclos de la televisión argentina como: “Hombres en pugna”, “Mas allá del horizonte”, “Situación Límite”, “Teatro Universal”, “Teatro Argentino”, y fue convocado a innumerables unitarios y teleteatros, principalmente de las décadas del 70 y 80.[cita requerida]
Encabezó elencos de teatro alternativo. Es director del Teatro Roberto Durán en la localidad de Castelar, espacio así denominado en honor al actor al que considera su maestro.

## Teatro
- 2017. El viento escribe, de Enrique Papatino. Dirección de Enrique Dacal.
- 2016 Gigoló. de Enrique García Velloso. Dirección de Susana Toscano.
- 2014. Todos eran mis hijos, de Arthur Miller. Dirección de Carlos Tolentino. Teatro Británico.
- 2013. Los pájaros cantan en griego, de Marco Antonio de la Parra. Dirección de Carlos Ianni.
- 2012. Globo flotando contra el techo de un shopping, de Alberto Rojas Apel. Dirección de Roman Podolsky.
- 2011. Milagro en el sur, de Raúl Ramos y Héctor Gióvine. Dirección: Raúl Ramos.
- 2009. Cuestión de principios, de Roberto Cossa. Dirección de Hugo Urquijo.
- 2008 - En París con aguacero, de Enrique Papatino. Dirección: Enrique Dacal.
- 2005 - Cita a ciegas. Teatro Nacional Cervantes.
- 2004 - Bairoletto y Germinal.
- 2003. Don Chicho. Teatro Nacional Cervantes.
- 2002 - Viaje a la penumbra, de Jorge Díaz. Dirección de Carlos Ianni. Teatro Nacional Cervantes.
- 2001 - La cicatriz ajena, de Héctor Gióvine. Dirección: Enrique Dacal.
- Caramela de Santiago, de Jorge Masciángioli. Dirección: Juan Silben.
- 1983 - El gran deschave, de Sergio De Cecco. Dirección: José María Paolantonio.
- 008 se va con la murga, de María José Campoamor.
- El último de los amantes ardientes, de Neil Simon. Dirección: Villanueva Cosse.
- El alma de fiesta. Dirección: Héctor Gióvine. Teatro Presidente Alvear.
- Morochos de Ñuyor. Dirección: Héctor Gióvine y Raúl Ramos. Teatro Municipal General San Martín.
- Don Gil de las calzas verdes.
- Corte fatal.
- Fuego en el rastrojo, de Roberto Payró. Teatro Municipal General San Martín.
- Ciudad nuestra Buenos Aires.
- Un enemigo del pueblo, de Henrik Ibsen.
- Despacio, escuela, de Nelly Fernández Tiscornia.
- Tío Vania, de Antón Chéjov. (TPC)
- Pigmalión, de George Bernard Shaw. (TPC)
- Sucede lo que pasa, de Griselda Gambaro. (TPC)
- Canto general, de Pablo Neruda. (TPC)
- 1972. Bertolt Brecht en cámara. (TPC)

## Cine
- 1980. Comandos azules, de Emilio Vieyra. Personaje: Miguel.
- 1975. Las procesadas. Personaje: Morandi.
- 1975. Los orilleros de Ricardo Luna.
- 1974. En el gran circo, de Fernando Siro. Personaje: Aníbal.
- 1974. La flor de la mafia. Personaje: Enrique.

## Televisión
- Teatro universal.
- Teatro argentino.
- 2007. Mujeres de nadie. Personaje: Dr. Gregorio Almada.
- 2006. Tango del último amor. Personaje: Lautaro Sanders.
- 2001. Culpables. Personaje: Rubén.
- 1997. Mi querida Isabel. Personaje: Octavio Romero.
- 1997. Ricos y famosos.
- 1997. Carola Casini. Personaje: Carlos Casini.
- 1996. Son cosas de novela.
- 1995. Con alma de tango. Personaje: Horacio.
- 1994. Alta comedia. ... y se quedaran los pájaros cantando.
- 1994. Más allá del horizonte. Personaje: Gonzalo Lynch
- 1993. Apasionada. Personaje: Octavio Romero.
- 1991. Buenos Aires, háblame de amor. Personaje: Méndez García.
- 1986. Pasión y poder. Personaje: Eladio García-Luna Alarcón
- 1985. Por siempre tuyo.
- 1984. Páginas de la vida. Personaje: Victor Alonso
- 1983. Situación límite.
- 1982. Julian de Madrugada .  Personaje: Julián
- 1982. La sombra. Personaje: Gerardo.
- 1982. Viva América. Personaje: Gio Gentile.
- 1981-1982. Muchachas de hoy. Personaje: Claudio Domínguez Quiroga
- 1981. Pecado mortal. Personaje: Dr. Miguel Ángel Robles
- 1981. Que Dios se lo pague (Versión de Dios se lo pague). Personaje: Jorge Chabrier.
- 1981. Los especiales de ATC. Episodio: Hombres en pugna. Personaje: Capitán Gauna.
- 1980. Romina.
- 1980. El solitario. Personaje: Jean Dony.
- 1980. Bianca.
- 1979. Novia de vacaciones. Personaje: Julio.
- 1979. El león y la rosa. Personaje: Tito.
- 1973. Lo mejor de nuestra vida... nuestros hijos.
- 1972-73. La Selva es mujer. Tira de Canal 13.
- 1972. Rolando Rivas, taxista. Personaje: Flaco.
- 1969. Nuestra galleguita. Personaje: Pedro.

## Premios
- 2009. Premio ACE, otorgado por la Asociación de Cronistas del Espectáculo, en el rubro actor de teatro alternativo, por la obra Cuestión de principios.[4]

- 2007. Premio Podestá, otorgado por la Asociación Argentina de Actores.[5]

- 2005. Premio Florencio Sánchez, otorgado por la Casa del Teatro, al mejor actor protagónico por la obra Cita a ciegas.[6]
- 1981. Diploma al Mérito de los Premios Konex en el rubro actor de comedia de radio y televisión.[1]